# Tercera División del Perú
La Tercera División del Perú, conocida como Liga 3 de Fútbol Profesional, por razones de patrocinio como Liga 3 Joma, o simplemente Liga 3. Es el campeonato de tercera categoría del fútbol profesional peruano. Es la división inferior a la Segunda División del Perú y es organizada por la Federación Peruana de Fútbol.
A partir de la temporada 2025 se implementó y adoptó el nombre oficialmente como Liga 3, mientras que su antecesora amateur Copa Perú, pasó a ocupar la Cuarta División del Perú.
La disputan veinticinco clubes, un club por departamento incluyendo la provincia constitucional del Callao, además de ocho equipos de reserva de los clubes de Liga 1, y funciona con un sistema de ascensos con la Liga 2 y descensos con la Copa Perú.

## Historia
En 1912, con la fundación de la Liga Peruana de Football, se estableció tres categorías, dichas categorías se desarrollaron hasta 1925. En 1926, con el cambio de administración de la liga por la Federación Peruana de Fútbol, se estableció la Liga Provincial de Fútbol de Lima dividida en Primera, Intermedia, Segunda, siendo esta última la tercera categoría a pesar de su nombre. Mientras que en 1929, se creó la Primera B como segunda categoría, lo que convirtió a la División Intermedia como tercera categoría en ese año de forma única. El formato anterior se retomó desde 1930 a 1934, con la Segunda División de la Liga Provincial de Fútbol de Lima como la tercera categoría. 
En 1935, con la reactivación de la Liga Provincial de Fútbol de Callao, con la misma estructuración de Primera, Intermedia y Segunda. Lima y Callao tenían campeonatos en la tercera categoría.
En 1941, se unifican y se crea la Liga Regional de Lima y Callao, dividida en Primera, Segunda y Tercera. En los dos primeros años la Segunda División de la Liga Regional de Lima y Callao ocupó la tercera categoría. Sin embargo, en 1943, con la creación de la Segunda División de la Asociación No Amateur, la Primera División de la Liga Regional de Lima y Callao ocupó la tercera categoría.
En 1951, con la profesionalización del campeonato, se reactivaron las Ligas Provinciales de Lima y Callao de forma independiente, que ocupaban la tercera categoría, detrás de la Segunda y Primera división. En 1966, se desarrolló la descentralización del fútbol nacional y se apertura el ingreso a todas las ligas provinciales del Perú.
En 1967, se funda la Copa Perú por iniciativa de Víctor Nagaro Bianchi, como jefe del Consejo Nacional del Deporte, equivalente a lo que es actualmente el Instituto Peruano del Deporte, nombrado por el presidente Fernando Belaúnde Terry durante su primer gobierno. La idea era emular los torneos descentralizados de aquella época en Italia y Francia donde participaba todo el país. Durante esta etapa este campeonato se despeñaba como la tercera categoría y mantenía el carácter amateur. 
Para los equipos de la capital, durante los años 1975 al 1983, el campeonato Región Metropolitana, desempeñó el papel de segunda categoría y la Liga Mayor de Fútbol de Lima, como tercera categoría respectivamente. Cuando se restructura los torneos de segunda profesional (principalmente conformado por los equipos de Lima y del Callao), entre los años 1984 al 1991, la Región Metropolitana y la Liga Mayor de Fútbol de Lima (vigente hasta 1986) , pasan a ser la tercera y cuarta categoría. Durante los años 1992 al 1996, se mantuvo en funciones el torneo de la Región Promocional de Lima y Callao. Actuó como tercera división para los equipos de la capital y como categoría inferior a la segunda profesional.
A finales del año 2019, el presidente de la Comisión Nacional de Fútbol Aficionado: Luis Duarte Plata, tenía considerado realizar la última edición de la Copa Perú para el año 2020; durante la Etapa Departamental de dicho torneo serían coronados 25 campeones, los cuales participarían en la primera edición de la Liga 3 en el año 2021. No obstante, la Federación Peruana de Fútbol decidió cancelar la edición 2020 de la Copa Perú mientras estaba en desarrollo la Etapa Distrital debido a la pandemia de COVID-19, lo cual trajo como consecuencia la pausa a la creación de la Liga 3.
En el 2022, la Federación Peruana de Fútbol por medio de la Subcomisión Nacional de Fútbol Aficionado, decide replantear la idea de una nueva Liga que sea el primer paso a la profesionalización para los clubes provenientes de la Copa Perú. Dicha idea fue plasmada por el presidente Agustín Lozano mediante las «reformas del fútbol peruano», las cuales tendrían como primer cambio importante la eliminación del ascenso a Primera División desde la Copa Perú.
A finales del 2023, debido a disposiciones y requisitos formulados por FIFA, se hace oficial la creación de la Liga 3. En su primera edición sería integrada por los clubes que fueron eliminados en las fases: Octavos y Cuartos de final de la Copa Perú 2023, además de 8 clubes que serían los Campeones y Subcampeones de torneos macrorregionales (Norte, Centro, Sur y Oriente), los cuales se jugarían a inicio de 2024 y por último se daría una oportunidad a los equipos: Club Deportivo Pacífico F. C., Sport Áncash Fútbol Club y Club Deportivo UNMSM, quienes habían sido inhabilitados por motivos económicos y legales durante campeonatos anteriores de Primera y Segunda División. Fueron estas elecciones improvisadas las que hicieron que Conmebol desestime la creación de la Liga 3, comunicando que los equipos participantes no habían ganado su lugar por méritos deportivos, sino por invitaciones al azar que les hizo la FPF.
En el 2024, la Federación Peruana de Fútbol teniendo en cuenta las observaciones de Conmebol, decide entonces que la Copa Perú sería el torneo que decida a los participantes de forma meritoria, tomando como base la idea original de años atrás: los 25 representantes de cada departamento que queden mejor ubicados en la tabla final de la Etapa Nacional, ya sea el campeón o subcampeón departamental y exceptuando a los ascendidos a Liga 2, serán los clubes que jugarán la primera edición de la Liga 3 en el año 2025. Adicionalmente, desde el Torneo de Reservas de 2024 se clasificarán los 8 equipos que llegaron hasta cuartos de final.
A partir de 2025, la Liga 3 forma la tercera categoría en el fútbol profesional masculino, mientras que la Copa Perú ocupa la cuarta categoría.

## Equipos

### Equipos participantes 2025
Inicialmente se había planeado que la temporada 2025 se juegue con 32 equipos: 1 descendido de la Liga 2 de 2024, 6 equipos clasificados del Torneo de Reservas de 2024 y 25 equipos ascendidos de la Copa Perú 2024. Sin embargo, tras el descenso administrativo de Unión Huaral y Juan Aurich, desde la Liga 2 a inicios de temporada, además del aumento a ocho de los clasificados desde el Torneo de Reservas de 2024, esta cantidad se expandió a 36. Posteriormente tras el descenso administrativo de Deportivo Municipal una vez acabada la Liga 2 del 2024 la cantidad de equipos nuevamente se extendió ahora a 37 equipos.
Desde la Copa Perú 2024 se clasificarán 25 equipos: el mejor representante de cada una de las 25 Ligas Departamentales, con excepción del campeón y subcampeón del torneo que ascenderán directamente a Liga 2.
| Equipo                   | Método de clasificación                                    | Fecha de clasificación   |
| ------------------------ | ---------------------------------------------------------- | ------------------------ |
| Unión Huaral             | Descendido de la Liga 2 2024                               | 26 de abril de 2024      |
| Juan Aurich              | Descendido de la Liga 2 2024                               | 26 de abril de 2024      |
| Carlos Stein             | Descendido de la Liga 2 2024                               | 2 de septiembre de 2024  |
| Deportivo Municipal      | Descendido de la Liga 2 2024                               | 20 de octubre de 2024    |
| Universitario II         | Cuartofinalista del Torneo de Reservas 2024                | 7 de septiembre de 2024  |
| U. César Vallejo II      | Cuartofinalista del Torneo de Reservas 2024                | 12 de septiembre de 2024 |
| Alianza Lima II          | Cuartofinalista del Torneo de Reservas 2024                | 13 de septiembre de 2024 |
| FBC Melgar II            | Cuartofinalista del Torneo de Reservas 2024                | 13 de septiembre de 2024 |
| Sport Huancayo II        | Cuartofinalista del Torneo de Reservas 2024                | 25 de septiembre de 2024 |
| Cienciano II             | Cuartofinalista del Torneo de Reservas 2024                | 25 de septiembre de 2024 |
| Sport Boys II            | Cuartofinalista del Torneo de Reservas 2024                | 25 de septiembre de 2024 |
| ADT II                   | Cuartofinalista del Torneo de Reservas 2024                | 26 de septiembre de 2024 |
| Unión Sto. Domingo       | Equipo de Amazonas mejor ubicado en la Copa Perú 2024      | 8 de diciembre de 2024   |
| Centro Social            | Equipo de Áncash mejor ubicado en la Copa Perú 2024        | 8 de diciembre de 2024   |
| Def. José María Arguedas | Equipo de Apurímac mejor ubicado en la Copa Perú 2024      | 24 de noviembre de 2024  |
| Nacional FBC             | Equipo de Arequipa mejor ubicado en la Copa Perú 2024      | 18 de diciembre de 2024  |
| Nuevo San Cristóbal      | Equipo de Ayacucho mejor ubicado en la Copa Perú 2024      | 8 de diciembre de 2024   |
| Cultural Volante         | Equipo de Cajamarca mejor ubicado en la Copa Perú 2024     | 18 de diciembre de 2024  |
| Amazon Callao FC         | Equipo de Callao mejor ubicado en la Copa Perú 2024        | 24 de noviembre de 2024  |
| Juventud Alfa FC         | Equipo de Cusco mejor ubicado en la Copa Perú 2024         | 24 de noviembre de 2024  |
| UDA                      | Equipo de Huancavelica mejor ubicado en la Copa Perú 2024  | 10 de noviembre de 2024  |
| Construcción Civil       | Equipo de Huánuco mejor ubicado en la Copa Perú 2024       | 24 de noviembre de 2024  |
| Juventud Santo Domingo   | Equipo de Ica mejor ubicado en la Copa Perú 2024           | 18 de diciembre de 2024  |
| Dep. Municipal (Pangoa)  | Equipo de Junín mejor ubicado en la Copa Perú 2024         | 24 de noviembre de 2024  |
| Juventus FC              | Equipo de La Libertad mejor ubicado en la Copa Perú 2024   | 15 de diciembre de 2024  |
| Deportivo Lute           | Equipo de Lambayeque mejor ubicado en la Copa Perú 2024    | 24 de noviembre de 2024  |
| Pacífico FC SMP          | Equipo de Lima mejor ubicado en la Copa Perú 2024          | 8 de diciembre de 2024   |
| Estudiantil CNI          | Equipo de Loreto mejor ubicado en la Copa Perú 2024        | 25 de noviembre de 2024  |
| Alto Rendimiento         | Equipo de Madre de Dios mejor ubicado en la Copa Perú 2024 | 10 de noviembre de 2024  |
| FCR San Antonio          | Equipo de Moquegua mejor ubicado en la Copa Perú 2024      | 8 de diciembre de 2024   |
| Ecosem Pasco             | Equipo de Pasco mejor ubicado en la Copa Perú 2024         | 15 de diciembre de 2024  |
| Juventud Cautivo         | Equipo de Piura mejor ubicado en la Copa Perú 2024         | 14 de diciembre de 2024  |
| Diablos Rojos            | Equipo de Puno mejor ubicado en la Copa Perú 2024          | 24 de noviembre de 2024  |
| Deportivo Ucrania        | Equipo de San Martín mejor ubicado en la Copa Perú 2024    | 14 de diciembre de 2024  |
| Patriotas FC             | Equipo de Tacna mejor ubicado en la Copa Perú 2024         | 18 de diciembre de 2024  |
| Sport Bolognesi          | Equipo de Tumbes mejor ubicado en la Copa Perú 2024        | 24 de noviembre de 2024  |
| Rauker FC                | Equipo de Ucayali mejor ubicado en la Copa Perú 2024       | 24 de noviembre de 2024  |

### Equipos por departamento
Participarán 37 equipos en total, con al menos uno por región, destacando Lima como el departamento con mayor representación, con 5 equipos.
| Equipos por departamentos | Equipos por departamentos | Equipos por departamentos                                                              | Equipos por departamentos |
| Departamento              | N.º                       | Equipos                                                                                | Mapa |
| ------------------------- | ------------------------- | -------------------------------------------------------------------------------------- | --- |
| Lima                      | 5                         | Alianza Lima II, Deportivo Municipal, Pacífico FC SMP, Unión Huaral y Universitario II | Unión Huaral Dep. Municipal · Pacífico FC SMP Alianza Lima II · Universitario II Carlos Stein · Deportivo Lute · Juan Aurich FBC Melgar II Cienciano II · Juventud Alfa Cultural Volante Defensor JMA Nuevo San Cristóbal FCR San Antonio Sport Huancayo II ADT II Municipal Pangoa Construcción Civil Diablos Rojos Juv. Santo Domingo UDA Alto Rendimiento Patriotas FC Estudiantil CNI Centro Social Ecosem Rauker FC Deportivo Ucrania U. César Vallejo II Unión Santo Domingo Juventud Cautivo Sport Bolognesi Amazon Callao Sport Boys II Nacional FBC Juventus FC Localización de los equipos de la Tercera División de 2025 · Grupo 1; Grupo 2; Grupo 3; Grupo 4 |
| Junín                     | 3                         | ADT II, Dep. Municipal (P) y Sport Huancayo II                                         | Unión Huaral Dep. Municipal · Pacífico FC SMP Alianza Lima II · Universitario II Carlos Stein · Deportivo Lute · Juan Aurich FBC Melgar II Cienciano II · Juventud Alfa Cultural Volante Defensor JMA Nuevo San Cristóbal FCR San Antonio Sport Huancayo II ADT II Municipal Pangoa Construcción Civil Diablos Rojos Juv. Santo Domingo UDA Alto Rendimiento Patriotas FC Estudiantil CNI Centro Social Ecosem Rauker FC Deportivo Ucrania U. César Vallejo II Unión Santo Domingo Juventud Cautivo Sport Bolognesi Amazon Callao Sport Boys II Nacional FBC Juventus FC Localización de los equipos de la Tercera División de 2025 · Grupo 1; Grupo 2; Grupo 3; Grupo 4 |
| Lambayeque                | 3                         | Carlos Stein, Deportivo Lute y Juan Aurich                                             | Unión Huaral Dep. Municipal · Pacífico FC SMP Alianza Lima II · Universitario II Carlos Stein · Deportivo Lute · Juan Aurich FBC Melgar II Cienciano II · Juventud Alfa Cultural Volante Defensor JMA Nuevo San Cristóbal FCR San Antonio Sport Huancayo II ADT II Municipal Pangoa Construcción Civil Diablos Rojos Juv. Santo Domingo UDA Alto Rendimiento Patriotas FC Estudiantil CNI Centro Social Ecosem Rauker FC Deportivo Ucrania U. César Vallejo II Unión Santo Domingo Juventud Cautivo Sport Bolognesi Amazon Callao Sport Boys II Nacional FBC Juventus FC Localización de los equipos de la Tercera División de 2025 · Grupo 1; Grupo 2; Grupo 3; Grupo 4 |
| Arequipa                  | 2                         | FBC Melgar II y Nacional FBC                                                           | Unión Huaral Dep. Municipal · Pacífico FC SMP Alianza Lima II · Universitario II Carlos Stein · Deportivo Lute · Juan Aurich FBC Melgar II Cienciano II · Juventud Alfa Cultural Volante Defensor JMA Nuevo San Cristóbal FCR San Antonio Sport Huancayo II ADT II Municipal Pangoa Construcción Civil Diablos Rojos Juv. Santo Domingo UDA Alto Rendimiento Patriotas FC Estudiantil CNI Centro Social Ecosem Rauker FC Deportivo Ucrania U. César Vallejo II Unión Santo Domingo Juventud Cautivo Sport Bolognesi Amazon Callao Sport Boys II Nacional FBC Juventus FC Localización de los equipos de la Tercera División de 2025 · Grupo 1; Grupo 2; Grupo 3; Grupo 4 |
| Callao                    | 2                         | Amazon Callao FC y Sport Boys II                                                       | Unión Huaral Dep. Municipal · Pacífico FC SMP Alianza Lima II · Universitario II Carlos Stein · Deportivo Lute · Juan Aurich FBC Melgar II Cienciano II · Juventud Alfa Cultural Volante Defensor JMA Nuevo San Cristóbal FCR San Antonio Sport Huancayo II ADT II Municipal Pangoa Construcción Civil Diablos Rojos Juv. Santo Domingo UDA Alto Rendimiento Patriotas FC Estudiantil CNI Centro Social Ecosem Rauker FC Deportivo Ucrania U. César Vallejo II Unión Santo Domingo Juventud Cautivo Sport Bolognesi Amazon Callao Sport Boys II Nacional FBC Juventus FC Localización de los equipos de la Tercera División de 2025 · Grupo 1; Grupo 2; Grupo 3; Grupo 4 |
| Cusco                     | 2                         | Cienciano II y Juventud Alfa                                                           | Unión Huaral Dep. Municipal · Pacífico FC SMP Alianza Lima II · Universitario II Carlos Stein · Deportivo Lute · Juan Aurich FBC Melgar II Cienciano II · Juventud Alfa Cultural Volante Defensor JMA Nuevo San Cristóbal FCR San Antonio Sport Huancayo II ADT II Municipal Pangoa Construcción Civil Diablos Rojos Juv. Santo Domingo UDA Alto Rendimiento Patriotas FC Estudiantil CNI Centro Social Ecosem Rauker FC Deportivo Ucrania U. César Vallejo II Unión Santo Domingo Juventud Cautivo Sport Bolognesi Amazon Callao Sport Boys II Nacional FBC Juventus FC Localización de los equipos de la Tercera División de 2025 · Grupo 1; Grupo 2; Grupo 3; Grupo 4 |
| La Libertad               | 2                         | Juventus FC y UCV II                                                                   | Unión Huaral Dep. Municipal · Pacífico FC SMP Alianza Lima II · Universitario II Carlos Stein · Deportivo Lute · Juan Aurich FBC Melgar II Cienciano II · Juventud Alfa Cultural Volante Defensor JMA Nuevo San Cristóbal FCR San Antonio Sport Huancayo II ADT II Municipal Pangoa Construcción Civil Diablos Rojos Juv. Santo Domingo UDA Alto Rendimiento Patriotas FC Estudiantil CNI Centro Social Ecosem Rauker FC Deportivo Ucrania U. César Vallejo II Unión Santo Domingo Juventud Cautivo Sport Bolognesi Amazon Callao Sport Boys II Nacional FBC Juventus FC Localización de los equipos de la Tercera División de 2025 · Grupo 1; Grupo 2; Grupo 3; Grupo 4 |
| Amazonas                  | 1                         | Unión Santo Domingo                                                                    | Unión Huaral Dep. Municipal · Pacífico FC SMP Alianza Lima II · Universitario II Carlos Stein · Deportivo Lute · Juan Aurich FBC Melgar II Cienciano II · Juventud Alfa Cultural Volante Defensor JMA Nuevo San Cristóbal FCR San Antonio Sport Huancayo II ADT II Municipal Pangoa Construcción Civil Diablos Rojos Juv. Santo Domingo UDA Alto Rendimiento Patriotas FC Estudiantil CNI Centro Social Ecosem Rauker FC Deportivo Ucrania U. César Vallejo II Unión Santo Domingo Juventud Cautivo Sport Bolognesi Amazon Callao Sport Boys II Nacional FBC Juventus FC Localización de los equipos de la Tercera División de 2025 · Grupo 1; Grupo 2; Grupo 3; Grupo 4 |
| Áncash                    | 1                         | Centro Social Pariacoto                                                                | Unión Huaral Dep. Municipal · Pacífico FC SMP Alianza Lima II · Universitario II Carlos Stein · Deportivo Lute · Juan Aurich FBC Melgar II Cienciano II · Juventud Alfa Cultural Volante Defensor JMA Nuevo San Cristóbal FCR San Antonio Sport Huancayo II ADT II Municipal Pangoa Construcción Civil Diablos Rojos Juv. Santo Domingo UDA Alto Rendimiento Patriotas FC Estudiantil CNI Centro Social Ecosem Rauker FC Deportivo Ucrania U. César Vallejo II Unión Santo Domingo Juventud Cautivo Sport Bolognesi Amazon Callao Sport Boys II Nacional FBC Juventus FC Localización de los equipos de la Tercera División de 2025 · Grupo 1; Grupo 2; Grupo 3; Grupo 4 |
| Apurímac                  | 1                         | Def. José María Arguedas                                                               | Unión Huaral Dep. Municipal · Pacífico FC SMP Alianza Lima II · Universitario II Carlos Stein · Deportivo Lute · Juan Aurich FBC Melgar II Cienciano II · Juventud Alfa Cultural Volante Defensor JMA Nuevo San Cristóbal FCR San Antonio Sport Huancayo II ADT II Municipal Pangoa Construcción Civil Diablos Rojos Juv. Santo Domingo UDA Alto Rendimiento Patriotas FC Estudiantil CNI Centro Social Ecosem Rauker FC Deportivo Ucrania U. César Vallejo II Unión Santo Domingo Juventud Cautivo Sport Bolognesi Amazon Callao Sport Boys II Nacional FBC Juventus FC Localización de los equipos de la Tercera División de 2025 · Grupo 1; Grupo 2; Grupo 3; Grupo 4 |
| Ayacucho                  | 1                         | Nuevo San Cristóbal                                                                    | Unión Huaral Dep. Municipal · Pacífico FC SMP Alianza Lima II · Universitario II Carlos Stein · Deportivo Lute · Juan Aurich FBC Melgar II Cienciano II · Juventud Alfa Cultural Volante Defensor JMA Nuevo San Cristóbal FCR San Antonio Sport Huancayo II ADT II Municipal Pangoa Construcción Civil Diablos Rojos Juv. Santo Domingo UDA Alto Rendimiento Patriotas FC Estudiantil CNI Centro Social Ecosem Rauker FC Deportivo Ucrania U. César Vallejo II Unión Santo Domingo Juventud Cautivo Sport Bolognesi Amazon Callao Sport Boys II Nacional FBC Juventus FC Localización de los equipos de la Tercera División de 2025 · Grupo 1; Grupo 2; Grupo 3; Grupo 4 |
| Cajamarca                 | 1                         | Cultural Volante                                                                       | Unión Huaral Dep. Municipal · Pacífico FC SMP Alianza Lima II · Universitario II Carlos Stein · Deportivo Lute · Juan Aurich FBC Melgar II Cienciano II · Juventud Alfa Cultural Volante Defensor JMA Nuevo San Cristóbal FCR San Antonio Sport Huancayo II ADT II Municipal Pangoa Construcción Civil Diablos Rojos Juv. Santo Domingo UDA Alto Rendimiento Patriotas FC Estudiantil CNI Centro Social Ecosem Rauker FC Deportivo Ucrania U. César Vallejo II Unión Santo Domingo Juventud Cautivo Sport Bolognesi Amazon Callao Sport Boys II Nacional FBC Juventus FC Localización de los equipos de la Tercera División de 2025 · Grupo 1; Grupo 2; Grupo 3; Grupo 4 |
| Huancavelica              | 1                         | UDA                                                                                    | Unión Huaral Dep. Municipal · Pacífico FC SMP Alianza Lima II · Universitario II Carlos Stein · Deportivo Lute · Juan Aurich FBC Melgar II Cienciano II · Juventud Alfa Cultural Volante Defensor JMA Nuevo San Cristóbal FCR San Antonio Sport Huancayo II ADT II Municipal Pangoa Construcción Civil Diablos Rojos Juv. Santo Domingo UDA Alto Rendimiento Patriotas FC Estudiantil CNI Centro Social Ecosem Rauker FC Deportivo Ucrania U. César Vallejo II Unión Santo Domingo Juventud Cautivo Sport Bolognesi Amazon Callao Sport Boys II Nacional FBC Juventus FC Localización de los equipos de la Tercera División de 2025 · Grupo 1; Grupo 2; Grupo 3; Grupo 4 |
| Huánuco                   | 1                         | Construcción Civil                                                                     | Unión Huaral Dep. Municipal · Pacífico FC SMP Alianza Lima II · Universitario II Carlos Stein · Deportivo Lute · Juan Aurich FBC Melgar II Cienciano II · Juventud Alfa Cultural Volante Defensor JMA Nuevo San Cristóbal FCR San Antonio Sport Huancayo II ADT II Municipal Pangoa Construcción Civil Diablos Rojos Juv. Santo Domingo UDA Alto Rendimiento Patriotas FC Estudiantil CNI Centro Social Ecosem Rauker FC Deportivo Ucrania U. César Vallejo II Unión Santo Domingo Juventud Cautivo Sport Bolognesi Amazon Callao Sport Boys II Nacional FBC Juventus FC Localización de los equipos de la Tercera División de 2025 · Grupo 1; Grupo 2; Grupo 3; Grupo 4 |
| Ica                       | 1                         | Juventud Santo Domingo                                                                 | Unión Huaral Dep. Municipal · Pacífico FC SMP Alianza Lima II · Universitario II Carlos Stein · Deportivo Lute · Juan Aurich FBC Melgar II Cienciano II · Juventud Alfa Cultural Volante Defensor JMA Nuevo San Cristóbal FCR San Antonio Sport Huancayo II ADT II Municipal Pangoa Construcción Civil Diablos Rojos Juv. Santo Domingo UDA Alto Rendimiento Patriotas FC Estudiantil CNI Centro Social Ecosem Rauker FC Deportivo Ucrania U. César Vallejo II Unión Santo Domingo Juventud Cautivo Sport Bolognesi Amazon Callao Sport Boys II Nacional FBC Juventus FC Localización de los equipos de la Tercera División de 2025 · Grupo 1; Grupo 2; Grupo 3; Grupo 4 |
| Loreto                    | 1                         | Estudiantil CNI                                                                        | Unión Huaral Dep. Municipal · Pacífico FC SMP Alianza Lima II · Universitario II Carlos Stein · Deportivo Lute · Juan Aurich FBC Melgar II Cienciano II · Juventud Alfa Cultural Volante Defensor JMA Nuevo San Cristóbal FCR San Antonio Sport Huancayo II ADT II Municipal Pangoa Construcción Civil Diablos Rojos Juv. Santo Domingo UDA Alto Rendimiento Patriotas FC Estudiantil CNI Centro Social Ecosem Rauker FC Deportivo Ucrania U. César Vallejo II Unión Santo Domingo Juventud Cautivo Sport Bolognesi Amazon Callao Sport Boys II Nacional FBC Juventus FC Localización de los equipos de la Tercera División de 2025 · Grupo 1; Grupo 2; Grupo 3; Grupo 4 |
| M. de Dios                | 1                         | Alto Rendimiento                                                                       | Unión Huaral Dep. Municipal · Pacífico FC SMP Alianza Lima II · Universitario II Carlos Stein · Deportivo Lute · Juan Aurich FBC Melgar II Cienciano II · Juventud Alfa Cultural Volante Defensor JMA Nuevo San Cristóbal FCR San Antonio Sport Huancayo II ADT II Municipal Pangoa Construcción Civil Diablos Rojos Juv. Santo Domingo UDA Alto Rendimiento Patriotas FC Estudiantil CNI Centro Social Ecosem Rauker FC Deportivo Ucrania U. César Vallejo II Unión Santo Domingo Juventud Cautivo Sport Bolognesi Amazon Callao Sport Boys II Nacional FBC Juventus FC Localización de los equipos de la Tercera División de 2025 · Grupo 1; Grupo 2; Grupo 3; Grupo 4 |
| Moquegua                  | 1                         | FCR San Antonio                                                                        | Unión Huaral Dep. Municipal · Pacífico FC SMP Alianza Lima II · Universitario II Carlos Stein · Deportivo Lute · Juan Aurich FBC Melgar II Cienciano II · Juventud Alfa Cultural Volante Defensor JMA Nuevo San Cristóbal FCR San Antonio Sport Huancayo II ADT II Municipal Pangoa Construcción Civil Diablos Rojos Juv. Santo Domingo UDA Alto Rendimiento Patriotas FC Estudiantil CNI Centro Social Ecosem Rauker FC Deportivo Ucrania U. César Vallejo II Unión Santo Domingo Juventud Cautivo Sport Bolognesi Amazon Callao Sport Boys II Nacional FBC Juventus FC Localización de los equipos de la Tercera División de 2025 · Grupo 1; Grupo 2; Grupo 3; Grupo 4 |
| Pasco                     | 1                         | Ecosem Pasco                                                                           | Unión Huaral Dep. Municipal · Pacífico FC SMP Alianza Lima II · Universitario II Carlos Stein · Deportivo Lute · Juan Aurich FBC Melgar II Cienciano II · Juventud Alfa Cultural Volante Defensor JMA Nuevo San Cristóbal FCR San Antonio Sport Huancayo II ADT II Municipal Pangoa Construcción Civil Diablos Rojos Juv. Santo Domingo UDA Alto Rendimiento Patriotas FC Estudiantil CNI Centro Social Ecosem Rauker FC Deportivo Ucrania U. César Vallejo II Unión Santo Domingo Juventud Cautivo Sport Bolognesi Amazon Callao Sport Boys II Nacional FBC Juventus FC Localización de los equipos de la Tercera División de 2025 · Grupo 1; Grupo 2; Grupo 3; Grupo 4 |
| Piura                     | 1                         | Juventud Cautivo                                                                       | Unión Huaral Dep. Municipal · Pacífico FC SMP Alianza Lima II · Universitario II Carlos Stein · Deportivo Lute · Juan Aurich FBC Melgar II Cienciano II · Juventud Alfa Cultural Volante Defensor JMA Nuevo San Cristóbal FCR San Antonio Sport Huancayo II ADT II Municipal Pangoa Construcción Civil Diablos Rojos Juv. Santo Domingo UDA Alto Rendimiento Patriotas FC Estudiantil CNI Centro Social Ecosem Rauker FC Deportivo Ucrania U. César Vallejo II Unión Santo Domingo Juventud Cautivo Sport Bolognesi Amazon Callao Sport Boys II Nacional FBC Juventus FC Localización de los equipos de la Tercera División de 2025 · Grupo 1; Grupo 2; Grupo 3; Grupo 4 |
| Puno                      | 1                         | Diablos Rojos                                                                          | Unión Huaral Dep. Municipal · Pacífico FC SMP Alianza Lima II · Universitario II Carlos Stein · Deportivo Lute · Juan Aurich FBC Melgar II Cienciano II · Juventud Alfa Cultural Volante Defensor JMA Nuevo San Cristóbal FCR San Antonio Sport Huancayo II ADT II Municipal Pangoa Construcción Civil Diablos Rojos Juv. Santo Domingo UDA Alto Rendimiento Patriotas FC Estudiantil CNI Centro Social Ecosem Rauker FC Deportivo Ucrania U. César Vallejo II Unión Santo Domingo Juventud Cautivo Sport Bolognesi Amazon Callao Sport Boys II Nacional FBC Juventus FC Localización de los equipos de la Tercera División de 2025 · Grupo 1; Grupo 2; Grupo 3; Grupo 4 |
| San Martín                | 1                         | Deportivo Ucrania                                                                      | Unión Huaral Dep. Municipal · Pacífico FC SMP Alianza Lima II · Universitario II Carlos Stein · Deportivo Lute · Juan Aurich FBC Melgar II Cienciano II · Juventud Alfa Cultural Volante Defensor JMA Nuevo San Cristóbal FCR San Antonio Sport Huancayo II ADT II Municipal Pangoa Construcción Civil Diablos Rojos Juv. Santo Domingo UDA Alto Rendimiento Patriotas FC Estudiantil CNI Centro Social Ecosem Rauker FC Deportivo Ucrania U. César Vallejo II Unión Santo Domingo Juventud Cautivo Sport Bolognesi Amazon Callao Sport Boys II Nacional FBC Juventus FC Localización de los equipos de la Tercera División de 2025 · Grupo 1; Grupo 2; Grupo 3; Grupo 4 |
| Tacna                     | 1                         | Patriotas FC                                                                           | Unión Huaral Dep. Municipal · Pacífico FC SMP Alianza Lima II · Universitario II Carlos Stein · Deportivo Lute · Juan Aurich FBC Melgar II Cienciano II · Juventud Alfa Cultural Volante Defensor JMA Nuevo San Cristóbal FCR San Antonio Sport Huancayo II ADT II Municipal Pangoa Construcción Civil Diablos Rojos Juv. Santo Domingo UDA Alto Rendimiento Patriotas FC Estudiantil CNI Centro Social Ecosem Rauker FC Deportivo Ucrania U. César Vallejo II Unión Santo Domingo Juventud Cautivo Sport Bolognesi Amazon Callao Sport Boys II Nacional FBC Juventus FC Localización de los equipos de la Tercera División de 2025 · Grupo 1; Grupo 2; Grupo 3; Grupo 4 |
| Tumbes                    | 1                         | Sport Bolognesi                                                                        | Unión Huaral Dep. Municipal · Pacífico FC SMP Alianza Lima II · Universitario II Carlos Stein · Deportivo Lute · Juan Aurich FBC Melgar II Cienciano II · Juventud Alfa Cultural Volante Defensor JMA Nuevo San Cristóbal FCR San Antonio Sport Huancayo II ADT II Municipal Pangoa Construcción Civil Diablos Rojos Juv. Santo Domingo UDA Alto Rendimiento Patriotas FC Estudiantil CNI Centro Social Ecosem Rauker FC Deportivo Ucrania U. César Vallejo II Unión Santo Domingo Juventud Cautivo Sport Bolognesi Amazon Callao Sport Boys II Nacional FBC Juventus FC Localización de los equipos de la Tercera División de 2025 · Grupo 1; Grupo 2; Grupo 3; Grupo 4 |
| Ucayali                   | 1                         | Rauker FC                                                                              | Unión Huaral Dep. Municipal · Pacífico FC SMP Alianza Lima II · Universitario II Carlos Stein · Deportivo Lute · Juan Aurich FBC Melgar II Cienciano II · Juventud Alfa Cultural Volante Defensor JMA Nuevo San Cristóbal FCR San Antonio Sport Huancayo II ADT II Municipal Pangoa Construcción Civil Diablos Rojos Juv. Santo Domingo UDA Alto Rendimiento Patriotas FC Estudiantil CNI Centro Social Ecosem Rauker FC Deportivo Ucrania U. César Vallejo II Unión Santo Domingo Juventud Cautivo Sport Bolognesi Amazon Callao Sport Boys II Nacional FBC Juventus FC Localización de los equipos de la Tercera División de 2025 · Grupo 1; Grupo 2; Grupo 3; Grupo 4 |

## Palmarés
Tercera División de la Liga Peruana de Football (1913 - 1925)
| Año  | Campeón       | Subcampeón  |
| ---- | ------------- | ----------- |
| 1913 | Desconocido   | Desconocido |
| 1914 | Desconocido   | Desconocido |
| 1915 | Desconocido   | Desconocido |
| 1916 | Desconocido   | Desconocido |
| 1917 | Desconocido   | Desconocido |
| 1918 | Teniente Ruiz | Desconocido |
| 1919 | Desconocido   | Desconocido |
| 1920 | Desconocido   | Desconocido |
| 1921 | Desconocido   | Desconocido |
| 1922 | Desconocido   | Desconocido |
| 1923 | Desconocido   | Desconocido |
| 1924 | Desconocido   | Desconocido |
| 1925 | Desconocido   | Desconocido |

Segunda División de Liga Provincial de Lima (1926 - 1928)
| Año  | Campeón                                                                                                  | Subcampeón  |
| ---- | --- | ----------- |
| 1926 | Sport Magdalena Atlético Lusitania Alberto Secada Porvenir Miraflores                                    | Desconocido |
| 1927 | Juventud El Sol Juventud Alianza Unión Carbone Sporting Tabaco Atlético Buenos Aires Juventud Chorrillos | Desconocido |
| 1928 | Juventud Nepeña Juventud Gloria Diego de Almagro Sporting Bellavista Asociación Chorrillos               | Desconocido |

División Intermedia de Liga Provincial de Lima (1929)
| Año  | Campeón          | Subcampeón           |
| ---- | ---------------- | -------------------- |
| 1929 | Sportivo Uruguay | Intelectual Raimondi |

Segunda División de Liga Provincial de Lima (1930 - 1934)
| Año  | Campeón                                                                                     | Subcampeón    |
| ---- | ------------------------------------------------------------------------------------------- | ------------- |
| 1930 | Telmo Carbajo                                                                               | Sucre F.B.C.  |
| 1931 | Sport Boys                                                                                  | Sport Huáscar |
| 1932 | Unión América Juventud Gloria Peruvian Boys Porvenir Miraflores                             | Desconocido   |
| 1933 | Atlético Lusitania Atlético Córdoba Atlético Peruano Santiago Barranco                      | Desconocido   |
| 1934 | Asociación Deportiva Tarapacá Sport San Jacinto Alianza Limoncillo Independencia Miraflores | Desconocido   |

División Intermedia de Liga Provincial de Lima / División Intermedia de Liga Provincial del Callao (1935 - 1940)
| Año         | Campeón                                         | Subcampeón                                      |
| ----------- | ----------------------------------------------- | ----------------------------------------------- |
| 1935 Lima   | Atlético Córdova                                | Deportivo Municipal                             |
| 1935 Callao | Progresista Apurímac                            | White Star                                      |
| 1936 Lima   | Alianza Cóndor                                  | Atlético Peruano                                |
| 1936 Callao | Unión Estrella                                  | Social San Carlos                               |
| 1937 Lima   | Atlético Lusitania                              | Juventud Gloria                                 |
| 1937 Callao | Sportivo Palermo                                | KDT Nacional                                    |
| 1938 Lima   | Juventud Perú                                   | Sportivo Uruguay                                |
| 1938 Callao | Scuola Deportiva Italia                         | Sporting Bellavista                             |
| 1939 Lima   | Porvenir Miraflores                             | Alianza Libertad                                |
| 1939 Callao | No concluyó por falta de escenarios deportivos. | No concluyó por falta de escenarios deportivos. |
| 1940 Lima   | Miguel Grau                                     | Alianza Pino                                    |
| 1940 Callao | Santiago Rossell                                | Alianza Tucumán                                 |

Segunda División de Liga Regional de Lima y Callao (1941 - 1942)
| Año  | Campeón      | Subcampeón             |
| ---- | ------------ | ---------------------- |
| 1941 | Desconocido  | Desconocido            |
| 1942 | KDT Nacional | Association Chorrillos |

Liga Regional de Lima y Callao (1943 - 1950)
| Año  | Campeón                                                   | Subcampeón                                                |
| ---- | --------------------------------------------------------- | --------------------------------------------------------- |
| 1943 | Jorge Chávez                                              | Atlético Lusitania                                        |
| 1944 | Atlético Lusitania                                        | Unión Callao                                              |
| 1945 | Unión Callao                                              | Association Chorrillos                                    |
| 1946 | Carlos Concha                                             | KDT Nacional                                              |
| 1947 | Defensor Arica                                            | KDT Nacional                                              |
| 1948 | No hubo torneo debido al Golpe de Estado en Perú de 1948. | No hubo torneo debido al Golpe de Estado en Perú de 1948. |
| 1949 | Unión Carbone                                             | Porvenir Miraflores                                       |
| 1950 | KDT Nacional                                              | Juventud Gloria                                           |

Liga Provincial de Lima / Liga Provincial del Callao (1951 - 1966)
| Año         | Campeón                                  | Subcampeón                               |
| ----------- | ---------------------------------------- | ---------------------------------------- |
| 1951 Lima   | Defensor Lima                            | Miguel Grau                              |
| 1951 Callao | Jorge Washington                         | San Lorenzo de Almagro                   |
| 1952 Lima   | Unión América                            | Desconocido                              |
| 1952 Callao | San Lorenzo de Almagro                   | Atlético Barrio Frigorífico              |
| 1953 Lima   | Unión América                            | Desconocido                              |
| 1953 Callao | No se disputó en protesta contra la FPF. | No se disputó en protesta contra la FPF. |
| 1954 Lima   | Unión América                            | Mariscal Castilla                        |
| 1954 Callao | Chim Pum Callao                          | Atlético Barrio Frigorífico              |
| 1955 Lima   | Mariscal Castilla                        | Desconocido                              |
| 1955 Callao | Unidad Vecinal N.º 3                     | Chim Pum Callao                          |
| 1956 Lima   | Mariscal Castilla                        | Desconocido                              |
| 1956 Callao | Sport Dinámico                           | Deportivo Colonial                       |
| 1957 Lima   | Defensor Lima                            | Desconocido                              |
| 1957 Callao | Sport Dinámico                           | Telmo Carbajo                            |
| 1958 Lima   | Atlético Lusitania                       | Desconocido                              |
| 1958 Callao | Sport Dinámico                           | Telmo Carbajo                            |
| 1959 Lima   | Combinado Rímac                          | Desconocido                              |
| 1959 Callao | Sport Dinámico                           | Chim Pum Callao                          |
| 1960 Lima   | Alianza Libertad                         | Estudiantes San Roberto                  |
| 1960 Callao | Telmo Carbajo                            | Sport Dinámico                           |
| 1961 Lima   | Estudiantes San Roberto                  | Desconocido                              |
| 1961 Callao | Íntimos de la Legua                      | Telmo Carbajo                            |
| 1962 Lima   | Atlético Lusitania                       | Desconocido                              |
| 1962 Callao | Deportivo Vigil                          | San Lorenzo de Almagro                   |
| 1963 Lima   | Desconocido                              | Desconocido                              |
| 1963 Callao | Atlético Deportivo Olímpico              | Atlético Sicaya                          |
| 1964 Lima   | Atlético Banfield                        | Desconocido                              |
| 1964 Callao | Atlético Sicaya                          | Sport Dinámico                           |
| 1965 Lima   | Atlético Banfield                        | Independiente Sacachispas                |
| 1965 Callao | Atlético Barrio Frigorífico              | Atlético Ayacucho                        |
| 1966 Lima   | Independiente Sacachispas                | Desconocido                              |
| 1966 Callao | Atlético Chalaco                         | Atlético Barrio Frigorífico              |

Copa Perú (1967 - 2024)
| Año  | Campeón                                                     | Subcampeón                                                  |
| ---- | ----------------------------------------------------------- | ----------------------------------------------------------- |
| 1967 | Alfonso Ugarte de Chiclín                                   | Octavio Espinosa                                            |
| 1968 | Carlos A. Mannucci                                          | Sport Chorrillos                                            |
| 1969 | Carlos A. Mannucci                                          | FBC Melgar                                                  |
| 1970 | Atlético Torino                                             | FBC Melgar                                                  |
| 1971 | FBC Melgar                                                  | Unión Tumán                                                 |
| 1972 | Atlético Grau                                               | León de Huánuco                                             |
| 1973 | Sportivo Huracán                                            | Cienciano                                                   |
| 1974 | No se definió el campeón. Etapa Regional (8 ascensos)       | No se definió el campeón. Etapa Regional (8 ascensos)       |
| 1975 | Atlético Torino                                             | Sportivo Huracán                                            |
| 1976 | Coronel Bolognesi                                           | Pesca Perú                                                  |
| 1977 | Atlético Torino                                             | Juventud La Palma                                           |
| 1978 | Juventud La Palma                                           | Pesca Perú                                                  |
| 1979 | ADT                                                         | Comercial Aguas Verdes                                      |
| 1980 | León de Huánuco                                             | Unión González Prada                                        |
| 1981 | UTC                                                         | Juventud La Palma                                           |
| 1982 | Atlético Torino                                             | Atlético Grau                                               |
| 1983 | Sport Pilsen                                                | Deportivo Cañaña                                            |
| 1984 | Los Espartanos                                              | Alianza Atlético                                            |
| 1985 | Hungaritos Agustinos                                        | Tejidos La Unión                                            |
| 1986 | Deportivo Cañaña                                            | Félix Donayre                                               |
| 1987 | Libertad                                                    | Capitán Clavero                                             |
| 1988 | No se definió el campeón. Grupos Regionales (8 ascensos)    | No se definió el campeón. Grupos Regionales (8 ascensos)    |
| 1989 | No se definió el campeón. Grupos Regionales (5 ascensos)    | No se definió el campeón. Grupos Regionales (5 ascensos)    |
| 1990 | No se definió el campeón. Grupos Regionales (4 ascensos)    | No se definió el campeón. Grupos Regionales (4 ascensos)    |
| 1991 | No se definió el campeón. Campeones Regionales (9 ascensos) | No se definió el campeón. Campeones Regionales (9 ascensos) |
| 1992 | No disputado por reestructuración del campeonato.           | No disputado por reestructuración del campeonato.           |
| 1993 | Aurich-Cañaña                                               | FBC Aurora                                                  |
| 1994 | Atlético Torino                                             | FBC Aurora                                                  |
| 1995 | La Loretana                                                 | Sportivo Huracán                                            |
| 1996 | José Gálvez                                                 | UTC                                                         |
| 1997 | Juan Aurich                                                 | Deportivo UPAO                                              |
| 1998 | IMI                                                         | Coronel Bolognesi                                           |
| 1999 | Deportivo UPAO                                              | Alfonso Ugarte                                              |
| 2000 | Estudiantes de Medicina                                     | Coronel Bolognesi                                           |
| 2001 | Deportivo Bolito                                            | Universidad César Vallejo                                   |
| 2002 | Atlético Universidad                                        | Atlético Grau                                               |
| 2003 | Univ. César Vallejo                                         | Deportivo Educación                                         |
| 2004 | Sport Áncash                                                | Deportivo Municipal                                         |
| 2005 | José Gálvez                                                 | Senati                                                      |
| 2006 | Total Clean                                                 | Hijos de Acosvinchos                                        |
| 2007 | Juan Aurich                                                 | Sport Águila                                                |
| 2008 | Sport Huancayo                                              | CNI                                                         |
| 2009 | León de Huánuco                                             | Tecnológico Suiza                                           |
| 2010 | Unión Comercio                                              | Alianza Unicachi                                            |
| 2011 | Real Garcilaso                                              | Pacífico FC                                                 |
| 2012 | UTC                                                         | Alfonso Ugarte                                              |
| 2013 | San Simón                                                   | Unión Huaral                                                |
| 2014 | Sport Loreto                                                | Unión Fuerza Minera                                         |
| 2015 | Defensor La Bocana                                          | Academia Cantolao                                           |
| 2016 | Sport Rosario                                               | Deportivo Hualgayoc                                         |
| 2017 | Deportivo Binacional                                        | Atlético Grau                                               |
| 2018 | Pirata FC                                                   | Alianza Universidad                                         |
| 2019 | Carlos Stein                                                | Deportivo Llacuabamba                                       |
| 2020 | Suspendida debido a la Pandemia de COVID-19.                | Suspendida debido a la Pandemia de COVID-19.                |
| 2021 | ADT                                                         | Alfonso Ugarte                                              |
| 2022 | Deportivo Garcilaso                                         | Comerciantes FC                                             |
| 2023 | ADA Jaén                                                    | San Marcos                                                  |
| 2024 | Bentín Tacna Heroica                                        | FC Cajamarca                                                |

Liga 3 de Futbol Profesional (2025 - actualidad)
| Año  | Campeón | Subcampeón |
| ---- | ------- | ---------- |
| 2025 |         |            |

## Patrocinios
Liga 3 de Fútbol Profesional (2025 - actualidad)
| Patrocinador | Denominación | Temporada          |
| ------------ | ------------ | ------------------ |
| Joma         | Liga 3 Joma  | 2025 - actualmente |

## Derechos de transmisión
Los derechos de transmisión los tiene la empresa Panamericana Televisión, desde 2025.
Copa Perú (2024)
| Vía                   | Transmisión | Partidos por fecha    |
| --------------------- | ----------- | --------------------- |
| Televisión en abierto | ATV         | - Semifinales y final |

Liga 3 de Fútbol Profesional (2025 - actualidad)
| Vía                   | Transmisión     | Partidos por fecha |
| --------------------- | --------------- | ------------------ |
| Televisión en abierto | Panamericana TV | - Todos            |